# Колмаков, Александр Петрович
Александр Петрович Колмаков (род. 31 июля 1955, Калининград, Московская область) — российский военачальник, председатель Центрального совета ДОСААФ России с 17 декабря 2014 года по 30 января 2024 года. Командующий Воздушно-десантными войсками Российской Федерации (сентябрь 2003 — сентябрь 2007), первый заместитель Министра обороны Российской Федерации (сентябрь 2007 — июнь 2010). Генерал-полковник (17 декабря 2004).

## Биография
Александр Петрович Колмаков родился 31 июля 1955 года в городе Калининграде Мытищинского района Московской области, ныне город  Королёв — город областного подчинения той же области.
В 1976 году окончил Рязанское высшее воздушно-десантное командное училище имени Ленинского комсомола, Военную академию имени М. В. Фрунзе с отличием в 1985 году, Военную академию Генерального штаба Вооружённых Сил Российской Федерации с отличием в 1995 году.
До 1993 года проходил службу в Воздушно-десантных войсках, где последовательно занимал должности от командира взвода до командира воздушно-десантной дивизии.

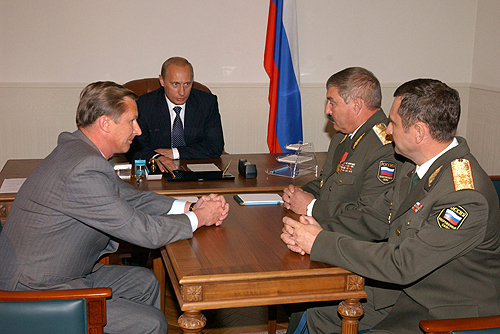
Александр Колмаков (первый справа) на встрече с Президентом РФ Владимиром Путиным, сентябрь 2003 года

Командовал взводом, служил заместителем командира роты по воздушно-десантной подготовке в 357-м гвардейском парашютно-десантном полку 103-й гвардейской воздушно-десантной дивизии (г. Витебск). С 1979 года участвовал в боевых действиях в Афганистане в должности командира роты 357-го гвардейского парашютно-десантного полка 103-й гвардейской воздушно-десантной дивизии имени 60-летия СССР (командиром 350-го гвардейского парашютно-десантного полка — Г. И. Шпак). После возвращения из Афганистана служил начальником штаба батальона 44-й учебной воздушно-десантной дивизии (Литовская ССР). В 1985 году командовал парашютно-десантным батальоном 7-й гвардейской воздушно-десантной дивизии (г. Каунас). С 1985 года — заместитель командира, с 1986 года — командир 300-го гвардейского парашютно-десантного полка (г. Кишинёв), с 1989 года — заместитель командира 98-й гвардейской воздушно-десантной Свирской дивизии (г. Болград). С марта 1991 года — командир 106-й гвардейской воздушно-десантной дивизии (г. Тула). В августе 1991 года, выполняя приказ командующего ВДВ генерал-лейтенанта П. С. Грачёва, вместе с генерал-майором А. И. Лебедем участвовал во вводе десантников в Москву, где они взяли под охрану здание Верховного Совета РСФСР. Генерал-майор (13.02.1992)
В 1995 году после окончания Военной академии Генерального штаба Вооружённых Сил Российской Федерации направлен в Сухопутные войска. Служил первым заместителем командующего 22-й гвардейской общевойсковой армией, с 1998 года командующим 22-й гвардейской общевойсковой армией (Нижний Новгород) Московского военного округа. В 1998 году переведён в Сибирский (Забайкальский) военный округ, где командовал 36-й общевойсковой армией (г. Борзя Читинской области). Генерал-лейтенант (1998).

В ноябре 2000 года назначен заместителем командующего войсками Дальневосточного военного округа. Указом Президента РФ от 8 сентября 2003 года № 1042 назначен командующим Воздушно-десантными войсками. Сразу же проявил незаурядную бескомпромиссность: в октябре 2003 года принял решение об увеличении сроков командировки десантников в Чечню с 6 месяцев до года. Хорошим примером тому, по словам командующего, 
«может послужить Афганистан, где у военнослужащих ограниченного контингента советских войск срок командировки был 2 года. Люди свободно ориентировались в происходящем, досконально узнали местные условия, понимали, что им нужно серьёзно заниматься с подчинёнными, что им придётся выполнять боевые задачи, а не просто отбывать срок. Это позволило создать там настоящие воинские коллективы».

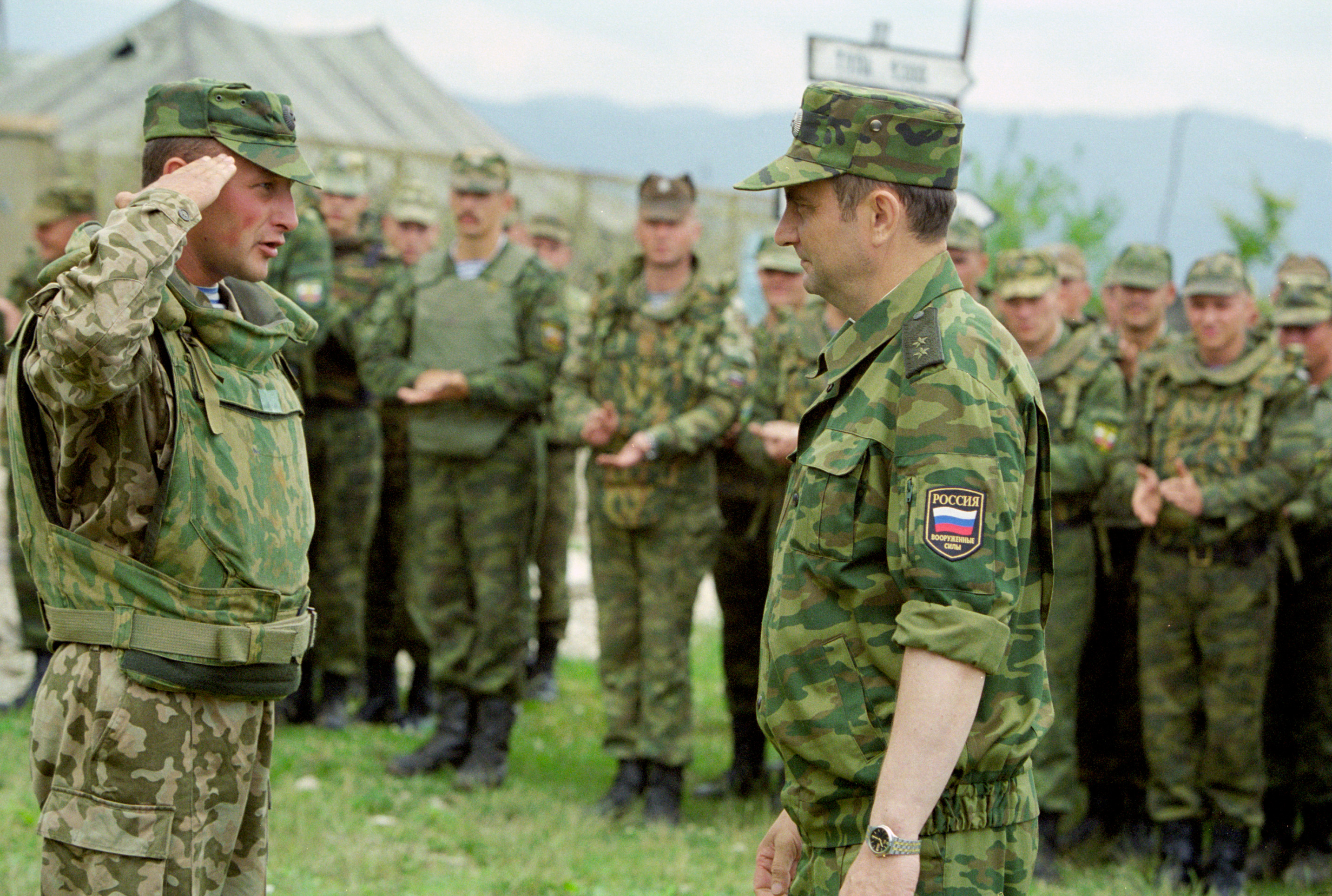
В части ВДВ, июль 2004 года

За время пребывания Александра Петровича Колмакова в должности командующего Воздушно-десантными войсками произошли большие изменения в боевой подготовке. В частности, в ходе её организации акценты заметно сместились с десантирования в сторону действий подразделений непосредственно на поле боя. В феврале 2004 года была разработана новая экспериментальная организационно-штатная структура парашютно-десантной роты и новый алгоритм действий подразделений десантников в наступлении на боевые порядки противника. В итоге предложенная концепция развития ВДВ получила принципиальное одобрение Министра обороны РФ С. Иванова и начальника Генерального штаба Вооружённых Сил А. Квашнина. 
25 сентября 2007 года назначен первым заместителем Министра обороны РФ. Указом Президента РФ от 21 июня 2010 года № 767 освобождён от должности первого заместителя Министра обороны РФ и уволен с военной службы.
17 декабря 2014 года избран председателем Центрального совета ДОСААФ России. В декабре 2019 года, по предложению Министра обороны России Сергея Шойгу, единогласно переизбран на новый пятилетний срок.
Герой Советского Союза генерал армии Павел Грачёв в своём интервью «Независимой газете» (20.03.2009) охарактеризовал А. П. Колмакова как «очень способного, толкового человека и командира».
Женат, имеет сына.

## Санкции
15 января 2023 года, из-за вторжения России на Украину, внесён в санкционный список Украины, предполагается блокировка активов на территории страны, приостановка выполнения экономических и финансовых обязательств, прекращение культурных обменов и сотрудничества, лишение украинских госнаград.
23 июня 2023 года Колмаков включён в санкционный список всех стран Евросоюза за поддержку действий которые подрывают и угрожают территориальной целостности, суверенитету и независимости Украины:

Александр Колмаков является членом рабочей группы созданной президентом Путиным в декабре 2022 года, задачей которой является координация мобилизационных усилий России для содействия её агрессивной войне против Украины. Помимо своей роли в рабочей группе он является председателем организации ДОСААФ, которая является связующим звеном между российскими военными и общественностью,содействуя призыву молодёжи в военные резервисты.— «Официальный журнал Европейского союза», Брюссель, 23 июня 2023 года

## Награды
- Орден «За заслуги перед Отечеством» IV степени (28 декабря 2006) — за большой вклад в укрепление обороноспособности Российской Федерации и многолетнюю добросовестную службу[9]
- Орден «За военные заслуги»
- Орденами «За службу Родине в Вооружённых Силах СССР» II и III степени
- Орден Александра Невского (2022) — за вклад в укрепление обороноспособности страны, военно-патриотическое воспитание молодежи и активную общественную деятельность[10]
- Памятный знак «Благодарность от Земли Рязанской» (1 июля 2015) — за многолетнюю плодотворную работу на благо Рязанского края и активную гражданскую позицию[11]